# Ciro e Julita
Ciro e Julita (Icônio, Turquia, século IV), também chamados Quírico ou Querito e Julieta, são mãe e filho santos pelas igrejas Católica, Ortodoxa, Assíria e ortodoxas orientais. São Ciro é padroeiro das crianças que sofrem maus tratos.
Os dois foram canonizados pela Igreja e a sua data se comemora no dia 15 de julho pela Igreja Ortodoxa e 16 de junho pela Igreja Católica.

## História
Conta a história que sua mãe, Julita, foi perseguida pelos romanos. Estava sendo torturada, enquanto o menino Ciro ficava no colo do governador da província, o cruel Alexandre. O menino entristecido saiu do colo de Alexandre e chorando, gritou: "Também sou cristão". O governador ficou tão irritado com aquele gesto que empurrou o menino escada abaixo, o que lhe causou um traumatismo craniano severo e, consequentemente, morte.
Após ver o filho ser morto, Julita foi decapitada no ano de 296 ou 304.